# حقل حاسي رمل
حقل حاسي رمل، وهو يُعد أكبر حقل غاز في الجزائر وواحد من أكبر حقول الغاز في العالم ويحتل المرتبة الرابعة عالميًا من حيث الانتاج، يقع في تراب دائرة حاسي الرمل في ولاية الأغواط على بعد 550 كيلومترًا جنوب عاصمة الجزائر، ويمتد حقل الغاز هذا 70 كيلومترًا، من الشمال إلى الجنوب، و50 كيلومترًا من الشرق إلى الغرب.
تم اكتشاف حقل حاسي الرمل عام 1956م، تزامنًا مع العثور على حقل حاسي مسعود، وانطلق الإنتاج به عام 1961م.
وقدرت الطاقة الإنتاجية السنوية لحقل حاسي الرمل بحوالي 100 مليار متر مكعب من الغاز الطبيعي ويتم نقل الغاز الطبيعي من حقل حاسي الرمل إلى المدن الساحلية أرزيو، الجزائر وسكيكدة. ويقوم الحقل بإمداد خطوط أنابيب تصدير مثل خط أنابيب الغاز المغرب-اوروپا، خط أنابيب عبر المتوسط، وميدگاز وگالسي، إلى جنوب اوروپا وتتواجد في بلدية حاسي رمل أكبر محطة لتوليد الكهرباء على مستوى الوطن وهي التي تمد ربوع الوطن بالكهرباء.
وتمتلك الجزائر على ما يضاهي 30 حقلًا لاستغلال الغاز الطبيعي، تحتل الجزائر بواسطتها الرتبة السابعة عالميًا والأولى أفريقيًا ضمن قائمة الدول المصدرة للغاز.